# Уманець Ніна Дмитрівна
Ніна Дмитрівна Уманець (нар. 1 травня 1956, село Юрківка, Тульчинський район, Вінницька область) — українська спортсменка, срібна призерка Ігор XXII Олімпіади з академічного веслування у складі вісімки, п'ятиразова чемпіонка світу.
Директор департаменту фізичного виховання та масового спорту Державної служби молоді та спорту України, шеф місії олімпійської збірної команди України на Іграх ХХХ Олімпіади (2012), XXXI Олімпіади (2016). Шеф місії Національного олімпійського комітету України на XXIX Олімпійських іграх. З 25 березня 2014 обіймає посаду заступника Міністра молоді та спорту України.
Виконавчий директор Федерації України зі стрибків у воду. Член виконкому Національного олімпійського комітету України.
У липні 2023 року Ніна Уманець, на засіданні Комісії атлетів національного олімпійського комітету, встала на захист Сергія Бубки, після того, як вийшло розслідування «Bihus.Info», у якому йдеться про те, що Бубка має бізнес стосунки із окупантами.

## Спортивні досягнення
1977 — срібна призерка чемпіонату світу в Амстердамі.
1978 — чемпіонка світу в Новій Зеландії.
1979 — чемпіонка світу в Югославії.
1980 — заслужений майстер спорту СРСР.
1980 — срібна призерка Ігор XXII Олімпіади у складі вісімки.
1981 — чемпіонка світу в Німеччині.
1982 — чемпіонка світу в Швейцарії.
1983 — чемпіонка світу в Німеччині.
1983 — закінчила Київський державний інститут фізичної культури.

## Нагороди
- Орден княгині Ольги II ст. (11 вересня 2021) — за значний особистий внесок у розвиток олімпійського руху в Україні, багаторічну плідну професійну діяльність та з нагоди 30-річчя створення Національного олімпійського комітету України[5]
- Орден княгині Ольги III ст. (15 серпня 2012) — за значний особистий внесок у розвиток олімпійського руху, підготовку спортсменів міжнародного класу, забезпечення високих спортивних результатів національної збірної команди України на ХХХ літніх Олімпійських іграх у Лондоні[6]
- Заслужений працівник фізичної культури і спорту України (4 вересня 2008) — за значний особистий внесок у розвиток олімпійського руху, підготовку спортсменів міжнародного класу, забезпечення високих спортивних результатів національною збірною командою України на XXIX літніх Олімпійських іграх в Пекіні[7]
- Лауреат Всеукраїнської премії «Жінка ІІІ тисячоліття» в номінації «Знакова постать» (2010).